# 普瓦捷主教座堂

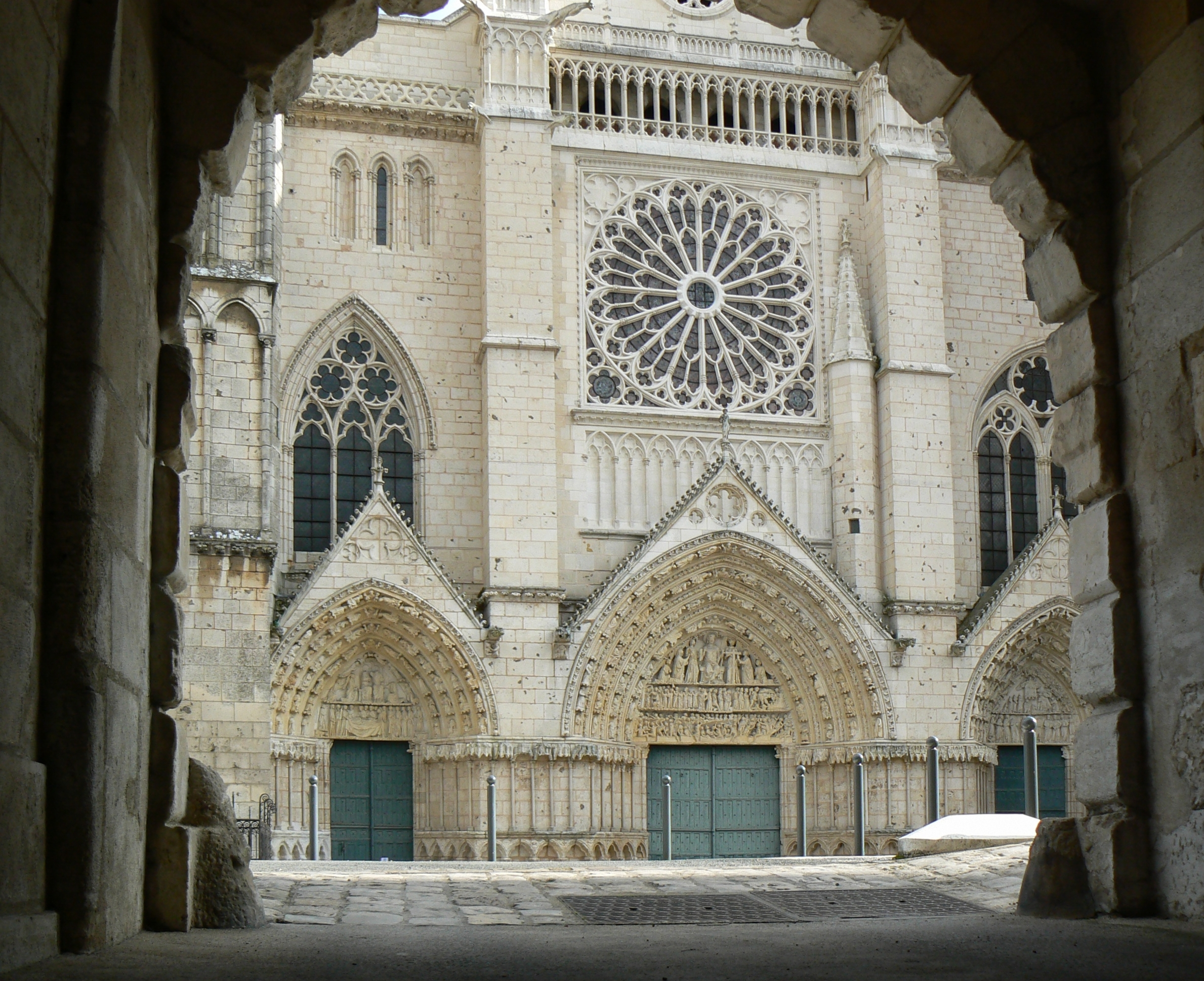
普瓦捷主教座堂

普瓦捷主教座堂（法語：Cathédrale Saint-Pierre de Poitiers）是法國普瓦捷的一處羅馬天主教的教堂，也是天主教普瓦捷總教區的主教座堂。教堂始建於1162年，在12世紀末期順利竣工，是普瓦捷最大的中世紀時期古蹟。

## 外部連結
- Cathedral exterior, and external view of one of the numerous churches in Poitiers
- Cathedral interior

46°34′49″N 0°20′57″E / 46.5803°N 0.3493°E